# Naistejärv
Naistejärv ist ein natürlicher See in der Landgemeinde Saaremaa  im Kreis Saare, auf der größten estnischen Insel Saaremaa. 2,6 Kilometer vom 3,2 Hektar großen See entfernt liegt der Ort Käo und 7,7 Kilometer entfernt die Ostsee. Mit einer maximalen Tiefe von 3 Metern ist er überdurchschnittlich tief.